# Canis (Manga)
Canis ist eine Manga-Serie von Mangaka Zakk, die in Japan ab 2012 erschien. Die Geschichte ist ins Genre Boys Love einzuordnen und erschien auch auf Deutsch und Englisch. 

## Inhalt
Nach einem anstrengenden Tag macht sich Hutmacher Satoru Kutsuna auf den Weg nach Hause. Er ist in einer kreativen Krise, eine wichtige Ausstellung steht bevor und er hat Streit mit seinen Mitarbeitern. Im Regen findet er Ryo Kashiba, der am Straßenrand liegend eingeschlafen ist. Satoru will ihm helfen, lädt ihn zu sich ein und gibt ihm eine Mahlzeit, eine Dusche und die Gelegenheit, sich auszuschlafen. Dafür willigt Ryo ein, für ihn als Model für die Ausstellung zu arbeiten. Am Tag danach macht sich der gutaussehende 19-Jährige wieder davon. Er ist aus Amerika nach Japan gekommen, um sich seiner Vergangenheit zu stellen. Dafür muss er der Mafia ein Paket übergeben und rechnet damit, zu sterben. Als Ryo gegangen ist, merkt Satoru schnell, wie sehr er ihn vermisst.

## Entstehung und Veröffentlichung
Die Zeichnerin Hachi Ishie, die unter dem Pseudonym Zakk veröffentlicht, war bereits seit einiger Zeit Leserin von Boys-Love-Manga, als sie vom Redakteur des Magazins Opera angesprochen wurde, sich selbst an dem Genre zu versuchen. Die Protagonisten sind einer zuvor von Zakk geschaffenen Geschichte entlehnt, die von einem Hutmacher und einem Werwolf erzählt. Der erste Teil erschien so bald unter dem Titel Canis: Dear Mr. Rain von Juni 2012 bis April 2013 im Magazin Opera beim Verlag Akaneshinsha. Die Kapitel wurden danach gesammelt in einem Band veröffentlicht. Es folgte eine Fortsetzung als Canis: Dear Hatter mit zwei Bänden. Schließlich erschien ab 2020 im Magazin Reijin bei Takeshobo die Fortsetzung Canis: The Speaker, die bis Oktober 2022 auch vier Sammelbände erreichte. 
Eine deutsche Übersetzung von Gandalf Bartholomäus wurde beim Carlsen Verlag unter dem Label Hayabusa veröffentlicht. Der erste Band erschien im Mai 2023. Im Juli 2024 wurde die Serie mit dem siebten Band abgeschlossen. Eine englische Ausgabe erschien beim Hentai-Label Fakku von Kuma und umfasst die ersten drei Bände.